# Anton Georg Marenzi von Tagliuno und Talgate

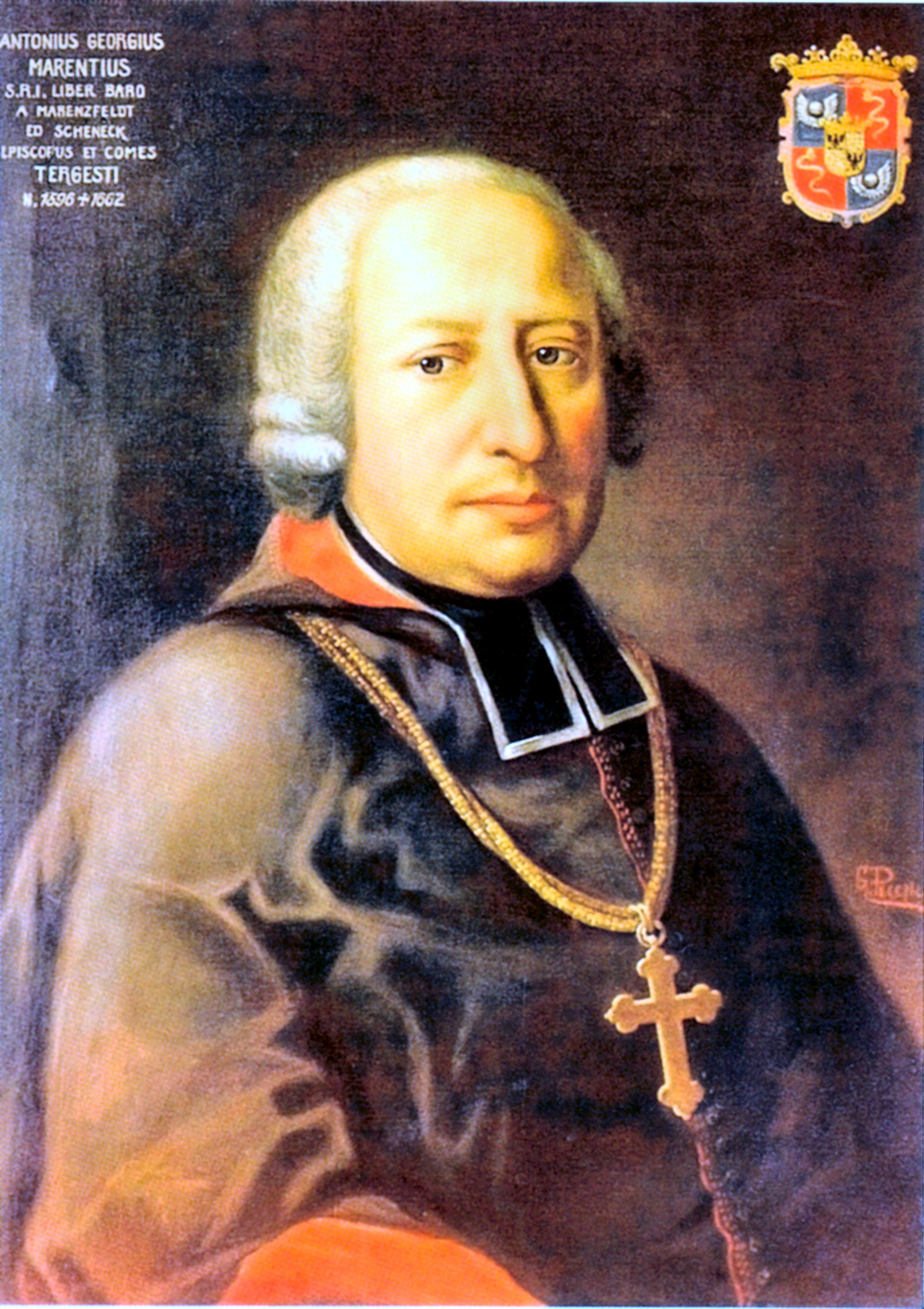
Bischof Anton Marenzi von Tagliuno und Talgate um 1655

Anton Georg (Antonio Georgio) Marenzi von Tagliuno und Talgate, Freiherr von Mahrensfeld und Schönegg (* 20. September 1596 in Triest; † 22. Oktober 1662 ebenda), war ein geistlicher Würdenträger, Bischof von Pedena, dann von Triest, aus der Familie Marenzi.

## Biografie

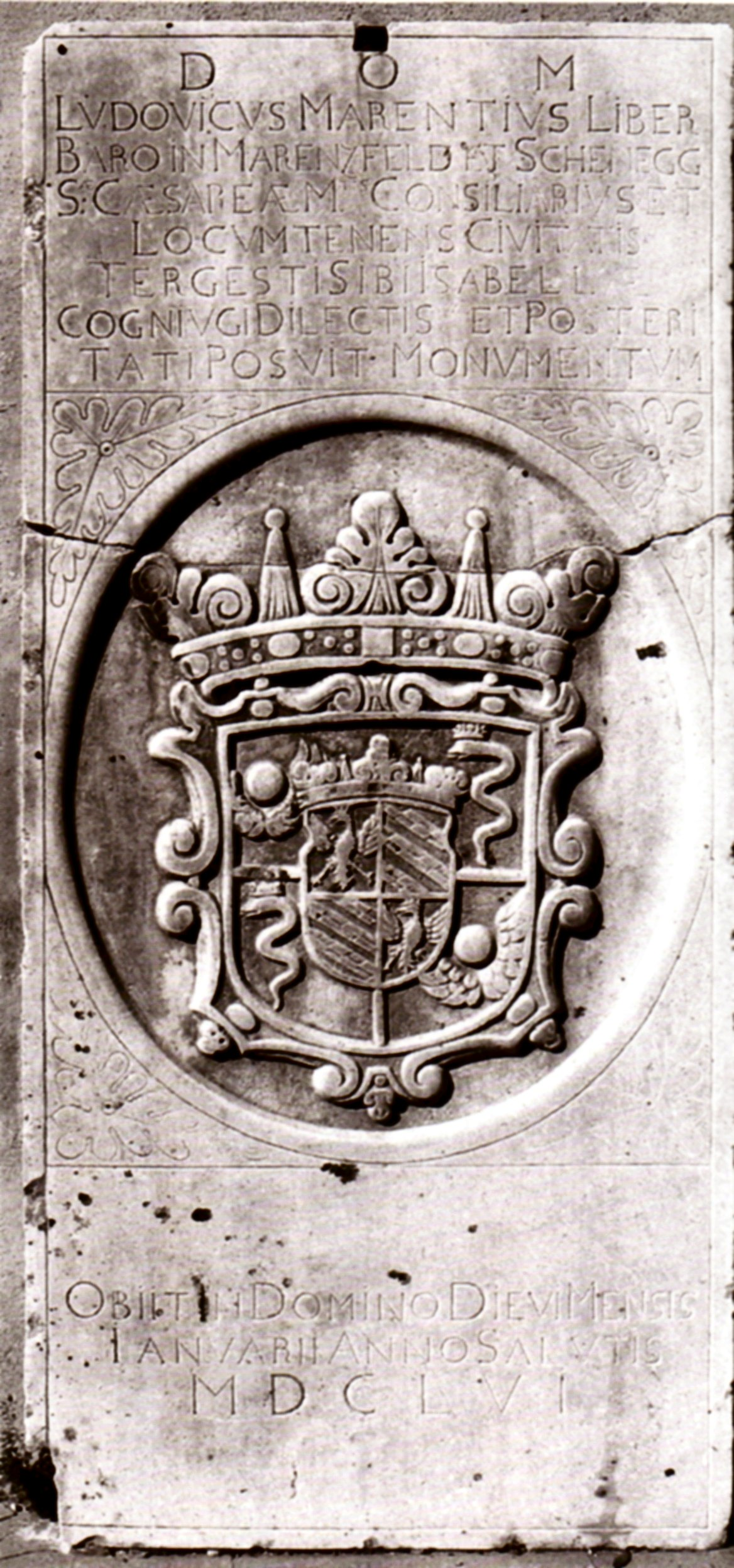
Epitaph des Bischofs Marenzi in der Kathedrale von Triest

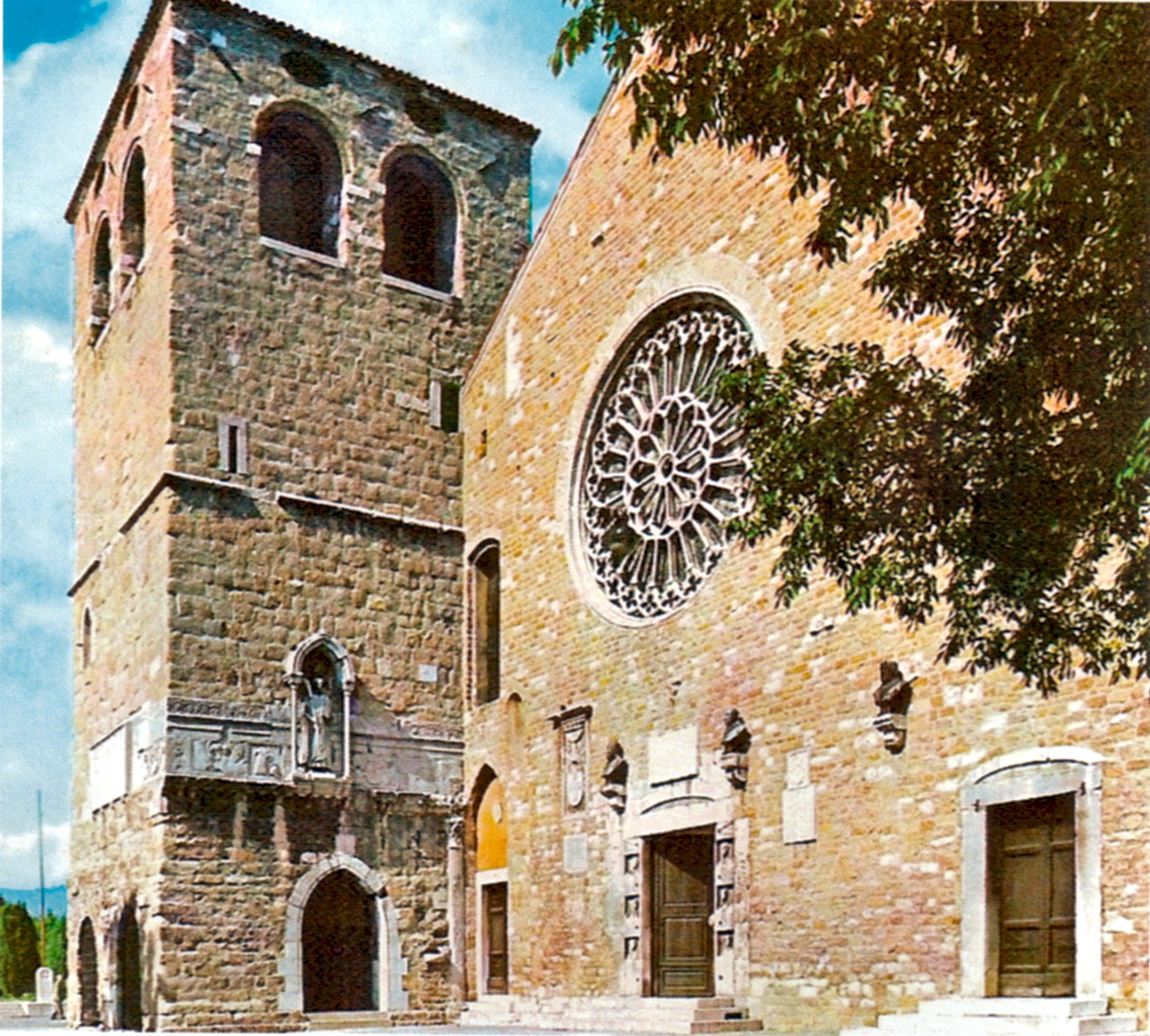
Kathedrale St. Giusto in Triest

Er studierte an den Jesuitenschulen zu Triest und Graz die Freien Künste. 1620 wurde er zusammen mit seinem Bruder Franz in den ratsfähigen Decurionenstand von Triest aufgenommen und bekleidete 1623 das Amt eines Judex und Rektors der Stadt. Er heiratete am 16. Februar 1624 Lucretia de Calo und hatte einen Sohn, Francesco. Nachdem seine Gattin bereits 1628 verstorben war, wählte er den geistlichen Stand und empfing 1631 die Priesterweihe. Als Generalvikar des Triestiner Bischofs Pompeo Coronini wirkte Anton, der auch Pfarrer von Gurkfeld (Krško) und Apostolischer Protonotar war, fünf Jahre sehr erfolgreich. Infolgedessen wurde er 1635 von Kaiser Ferdinand II. für den Bischofssitz von Pedena (Piben) in Istrien nominiert, 1638 geweiht.
1639 widmete er dem Kaiser Ferdinand eine ins Lateinische übertragene und um zwei seiner eigenen Epigramme erweiterte Fassung der „Vite di S. Niceforo martire e di S. Niceforo vescovo di Pedena“, die 1611 Nicolò Manzioli auf Italienisch abgefasst hatte.
1641 zum kaiserlichen Rat ernannt, erwarb er die Herrschaft Schönegg, auch war er vier Jahre lang Generalvikar der kaiserlichen Wallensteinischen Truppen sowie Rat des Erzherzogs Leopold Wilhelm.
Wiederum auf die Nominierung des Kaisers hin wurde er am 30. Juni 1646 Bischof und somit auch Graf von Triest.
Anton und seinem Verwandten Ludwig (Ludovico), Verweser der Hauptmannschaft in Triest, wurde wegen ihrer Verdienste um das Haus Österreich der Reichs- und erbländisch-österreichische Freiherrnstand mit „von Marenzfeld und Scheneckh“ sowie Wappenvermehrung und Palatinat (Primogenitur) zu Prag, am 15. September 1652, durch Kaiser Ferdinand III. verliehen.
Schließlich erhielt er 1659 Sitz und Stimme auf der Herren- und Ritterbank von Görz.
Beim Besuch Kaiser Leopolds I. in Triest brachte er die Huldigung der Stadt dar.

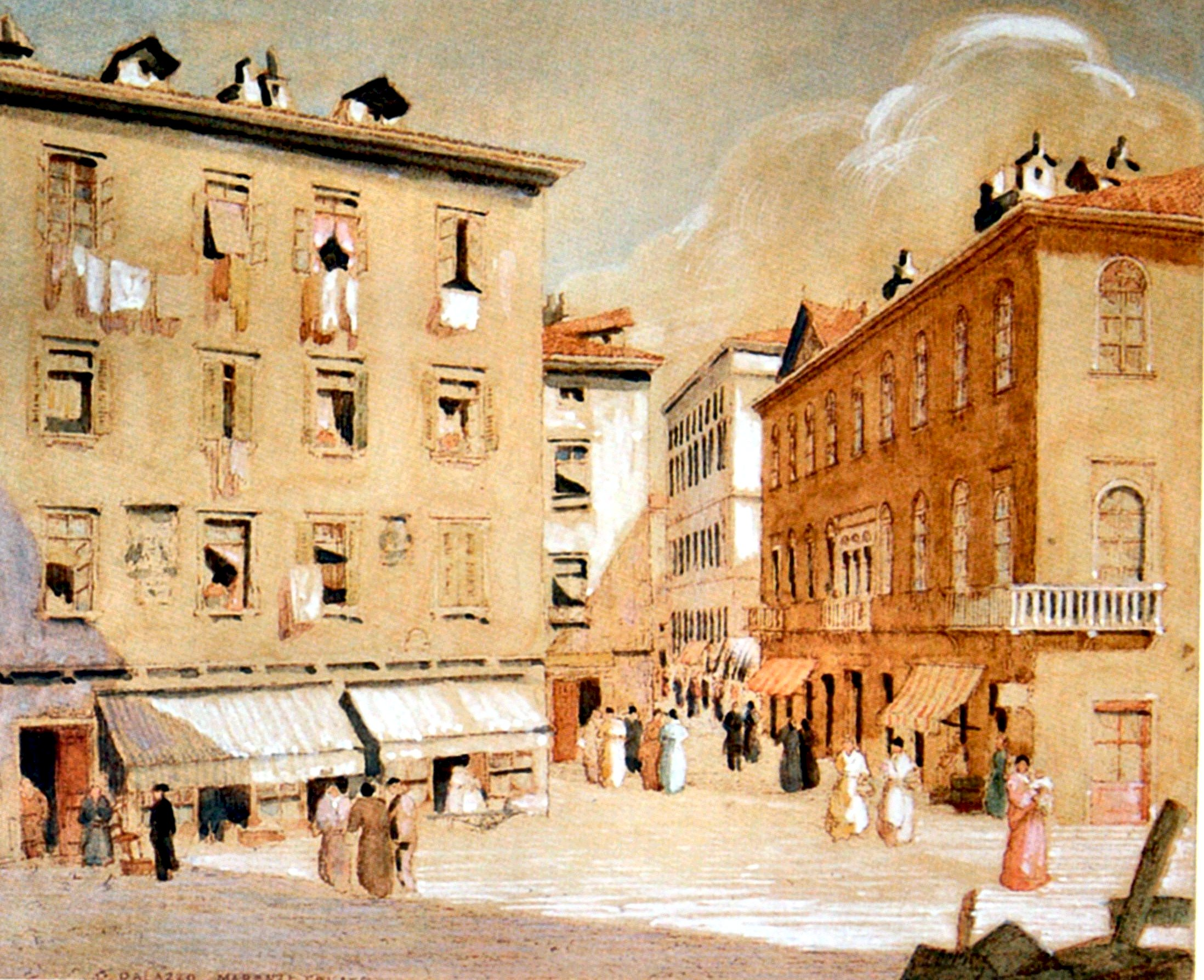
Casa Marenzi in Triest (rechts)

Der Bischof besaß – auch aufgrund päpstlicher Schenkungen – eine umfangreiche Reliquiensammlung, welche er seinen Bischofskirchen, vor allem der Antoniuskapelle im Dom zu Triest, hinterließ.
Anton ließ die „Casa Marenzi“ in Triest erbauen. Er vollendete den Bau dieses Familienpalais am Rosarioplatz Anno 1650.

## Wappen

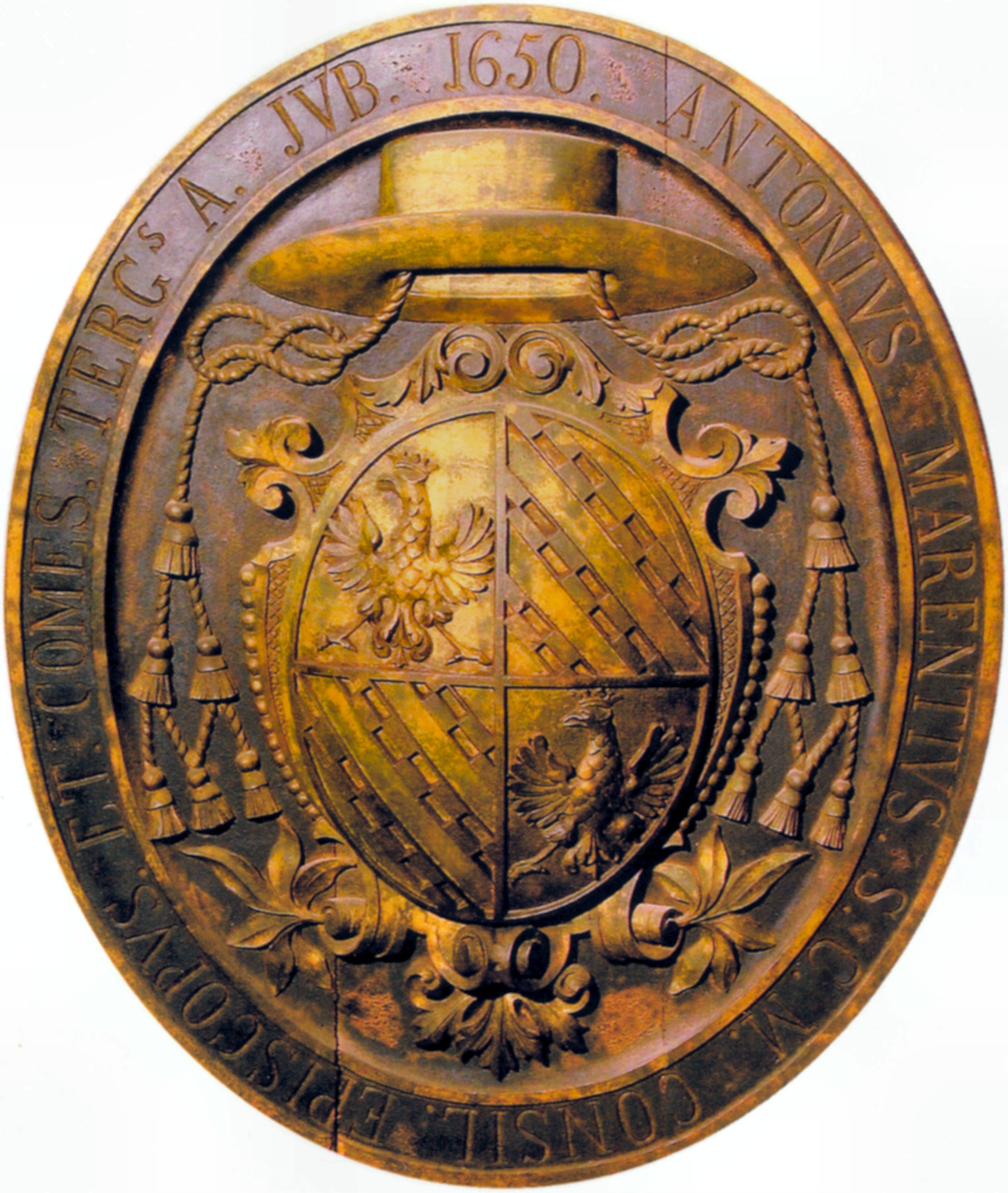
Holzwappen für Bischof Anton Marenzi in San Giusto 1650

1654: Geviert und belegt mit geviertem goldenen Herzschild, darin a) und d) ein rotbewehrter und gekrönter schwarzer Adler, b) und c) drei von Blau und Silber geschachte schrägrrechts Balken (Stammwappen). – 1 und 4 in Blau eine beiderseits geflügelte silberne Kugel, 2 und 3 in Rot eine in vier Windungen einwärts aufgerichtete rotbezungte, goldgekrönte silberne Schlange. – Drei Helme, auf dem rechten mit blau-goldenen Decken die beiderseits geflügelte silberne Kugel, auf dem mittleren mit rot-silbernen Decken ein rot-bewehrter und gekrönter schwarzer Adler, auf dem linken mit blau-goldenen Decken die gekrönte Schlange.